# ري رامزي
ري رامزي (بالإنجليزية: Rey Ramsey) هو كاتب ورائد أعمال أمريكي، ولد في 10 سبتمبر 1960 في Atco, New Jersey ‏ في الولايات المتحدة.